# Blackshape Prime
Le Blackshape Prime est un ULM multi-axes conçu par l'entreprise Blackshape. C'est un biplace en configuration tandem avec trains rentrants. Il est fabriqué en Italie à Monopoli. Il a fait son premier vol en 2007.

## Conception et développement
Le design de l'avion est basé sur l'avion de construction amateur en bois Vidor Asso X Jewel (en) de Giuseppe Vidor. Le design est ensuite repris par le Millennium Master (en) de Millennium Aircraft mais avec une structure en fibre de carbone prépreg. Le Prime, tout comme le Pelegrin Tarragon (en), sont issus du Millennium Master.
L'empennage horizontal présente un dièdre négatif. La structure est renforcée au niveau du cockpit et les réservoirs sont anti-déflagration. Les ailes sont démontables et leurs fixations sont en titane.
Les commandes du Prime sont doublées pour le passager à l'arrière. Les volets, le compensateur et trains rentrants s'actionnent électriquement.
Le Prime est équipé d'un parachute balistique, de roues et freins Béringer. Plusieurs options sont proposées comme un chauffage cabine, glass cockpit Dynon (en) ou Garmin, pilote automatique, sellerie cuir, etc. Deux réservoirs supplémentaire de 22 litres peuvent être ajoutés.

## Modèles
Le Prime est disponible avec différentes motorisations:
- Le Prime Bk 100 est motorisé par le Rotax 912 ULS de 100 ch (75 kW). L'hélice est une bipale MT-Propeller MTV-33,
- Le Prime Bk 100 T par le Rotax 914 UL de 115 ch,
- Le Prime BS100-915 par le Rotax 915 de 141 ch (initialement dénommé Bk 100 iS),
- Le Prime BS100-916 par le Rotax 916 de 160 ch.

Le Prime Xplorer est la version à train classique présentée en 2025.
Le Gabriél (modèles BS115, BK160, BK160-200, BK160TR) est motorisé par un Lycoming IO-320 et est certifié depuis le 3 avril 2017.

## Galerie

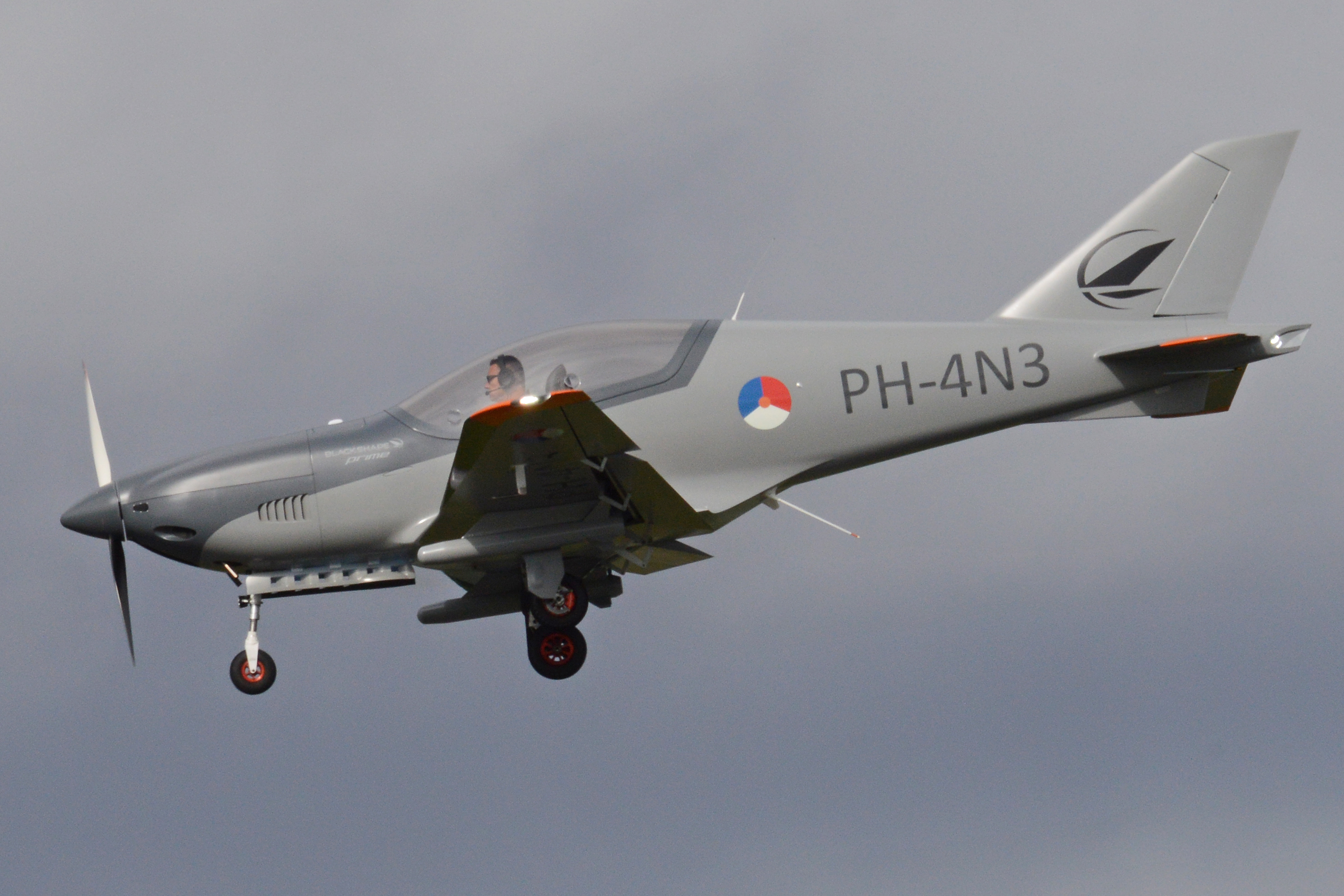
Blackshape Prime ‘PH-4N3’
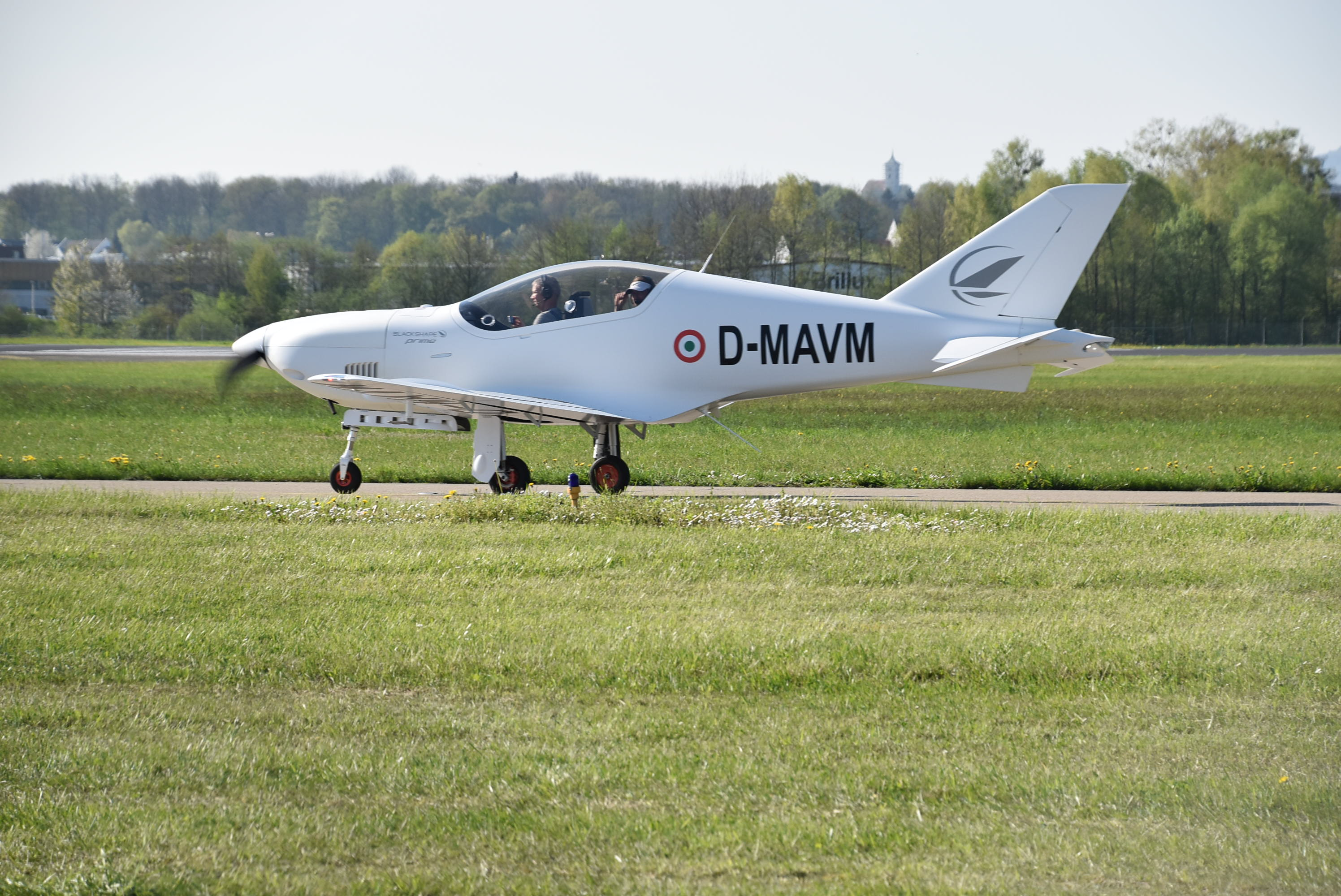
Blackshape Prime D-MAVM (26960830591)